# Reinhard Diestel
Reinhard Diestel (1959) é um matemático alemão, conhecido por seu trabalho sobre teoria dos grafos.
Diestel foi de 1983 a 1986 bolsista no Trinity College da Universidade de Cambridge, onde obteve um doutorado em 1986, orientado por Béla Bollobás, com a tese Simplicial Decompositions and Universal Graphs. Em seguida foi até 1990 fellow do St John's College da Universidade de Cambridge. Em 1987 obteve a habilitação na Universidade de Hamburgo. Foi depois pesquisador nos Estados Unidos e na Universidade de Bielefeld e foi em 1993/94 bolsista do Programa Heisenberg na Universidade de Oxford.
De 1994 a 1996 foi professor da Universidade de Tecnologia de Chemnitz. Desde 1996 é professor da Universidade de Hamburgo.

## Obras
- Graphentheorie, 3ª Edição, Springer, 2005, ISBN 3540213910 , edição em inglês Graph Theory, Springer, 1997, 3ª Edição, 2005  Online
- Graph decompositions – a study in infinite graph theory, Oxford University Press, 1990